# 大人の休日倶楽部
- 東日本旅客鉄道 > ビューカード > 大人の休日倶楽部
- Suica > 大人の休日倶楽部

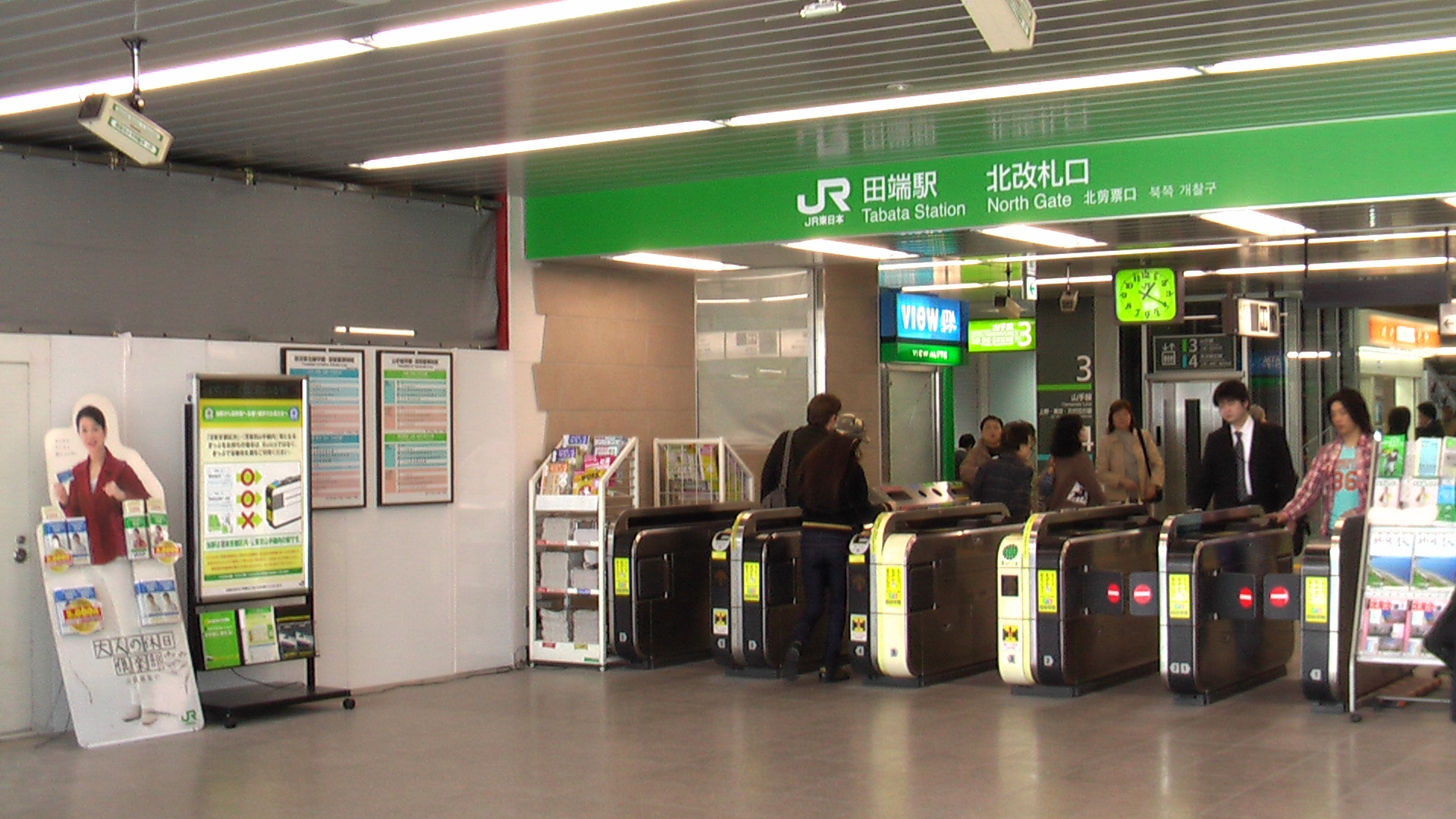
吉永小百合の広告（田端駅、2008年）

大人の休日倶楽部（おとなのきゅうじつくらぶ）は、2005年5月より東日本旅客鉄道（JR東日本）が運営する会員組織である。

## 概説
従来JR東日本では、高齢者向け会員組織であるジパング倶楽部向けに旅行需要の喚起のため、情報誌の提供、専用サイトの運営を通じて各種サービスを提供していた。これに子育てが一段落し、外出意欲が旺盛でアクティブな50歳以上のミドル層をターゲットに加え発展させたもの。
JR東日本および北海道旅客鉄道（JR北海道）の運賃・料金が割引になるほか、会員限定きっぷの販売や各種特典のサービスを受けることができる。従来のジパング倶楽部は運営事務局が個人情報を把握し、購入券を旧来の駅窓口・びゅうプラザに持参し会員証を提示して各種乗車券類を購入する販売方法としていたが、大人の休日倶楽部では同社クレジットカードであるビューカードの会員情報とリンクするとともに、大人の休日倶楽部カードを会員証として扱いその決済を原則とするほか、「えきねっと」や指定席券売機等を活用した非対面の商品販売など、より省力化を進めたものとなっている。
ビューカードの一種である「大人の休日倶楽部ミドルカード」ないし「大人の休日倶楽部ジパングカード」への入会が必須であり、会員割引のきっぷの購入には、「大人の休日倶楽部カード」でのクレジットカード決済が必須となる。

## 会員の種別

### 大人の休日倶楽部ミドル
満50歳以上64歳以下が入会できる。年会費は、「大人の休日倶楽部ミドル」としての年会費2,100円とカード年会費524円の合計2,624円。

### 大人の休日倶楽部ジパング
「JR東日本ジパング倶楽部」をベースとして特典を発展させたものとなっており、男性は満65歳以上、女性は満60歳以上が入会できる「個人会員」と、夫婦のどちらかが満65歳以上であれば夫婦で入会できる「夫婦会員」とがある。2024年4月1日より入会可能な年齢が男女ともに満65歳以上へ統一され、同時に「夫婦会員」の新規募集を終了した。いずれも、自動的にジパング倶楽部にも入会することになる。年会費は、ジパング倶楽部の年会費とカード年会費の合計となり、個人会員4,364円、夫婦会員7,458円。

## 会員特典

### 「大人の休日倶楽部」割引きっぷ
JR東日本およびJR北海道管内の鉄道路線を片道・往復・連続で201km以上利用した場合、運賃および各種料金が割引となる。割引率は会員種別により異なり、以下となる。
- 大人の休日倶楽部ミドル会員：5%[注 9]
- 大人の休日倶楽部ジパング会員：30%[注 10]

### その他特典（共通）
- 「大人の休日倶楽部会員パス」等、会員のみ利用できるきっぷの発売（後述）[9]。
- JR東日本・JR北海道エリア内の駅レンタカーのSクラス・Aクラス・ESクラスを特別料金で利用可能[10][11]。
- 会員のみを対象としたツアー旅行の提供[12]。
- 「趣味の会」講座への参加[注 11][13]
- 指定の店舗・施設での割引[13]。
- 会員誌「大人の休日倶楽部」の送付[13]。
- その他

## 会員限定きっぷ

### 大人の休日倶楽部パス
「大人の休日倶楽部」会員のみに提供されているフリーパス。新幹線（北海道版を除く）・特急列車・急行列車・普通列車（快速含む）の普通車自由席が連続する4日間ないし5日間、何度でも利用可能である。また、普通車指定席も6回まで利用可能となっている。但し利用可能期間が大幅に制約されているほか、購入期限が使用開始日の前日までであること、グリーン車、寝台車、ホームライナーなどを利用する場合は運賃部分のみ有効となっている。毎年利用期間は異なるが、以下は2022年度の例。
- 大人の休日倶楽部パス（東日本）

価格：15,270円
利用期間：2022年6月23日から7月5日、11月24日から12月6日、2023年1月12日から1月24日
有効期間：4日間
フリーエリア：JR東日本全線に加え、青い森鉄道線・IGRいわて銀河鉄道線・三陸鉄道線・北越急行線・伊豆急行線・富士急行線の各線全線、えちごトキめき鉄道妙高はねうまライン（直江津 - 新井間）および気仙沼線・大船渡線BRT全線。
特典：
- ジェイアールバス東北の一般乗合バス対象路線が10％割引の会員価格で乗車可能。
- 指定されたエキナカ・駅ビルでの商品・サービスの代金が10％引きになる。

- 大人の休日倶楽部パス（東日本・北海道）

価格：26,620円
利用期間：2022年6月23日から7月5日、2022年11月24日から12月6日、2023年1月12日から1月24日
有効期間：5日間
フリーエリア：上記の東日本版パスのエリアに加えJR北海道全線。
特典：
- ジェイアールバス東北の一般乗合バス対象路線が10％割引の会員価格で乗車可能。
- 指定されたエキナカ・駅ビルでの商品・サービスの代金が10％引きになる。

- 大人の休日倶楽部パス（北海道）

価格：17,400円
利用期間：2022年6月23日から7月5日、11月24日から12月6日、2023年1月12日から1月24日
有効期間：5日間
フリーエリア：JR北海道全線。ただし、北海道新幹線は利用できない。
特典：
- 指定されたエキナカ・駅ビルでの商品・サービスの代金が10％引きになる。

### 特別設定 Web限定 大人の休日パス
上記の「大人の休日倶楽部会員パス」の設定がない2022年9月5日から9月14日に利用することができる、実質的に同じ効力を持つきっぷを「特別設定 Web限定 大人の休日パス」という名称で発売する。
種類は「大人の休日パス（東日本スペシャル）」・「大人の休日パス（東日本・北海道スペシャル）」・「大人の休日パス（北海道スペシャル）」とあり、それぞれ「大人の休日倶楽部パス（東日本）」・「大人の倶楽部休日パス（東日本・北海道）」・「大人の倶楽部休日パス（北海道）」に対応しており、価格・有効期間・利用可能な列車およびフリーエリアが同一である。
利用期間が2022年9月5日から9月14日である以外の大きな違いは購入方法であり、「大人の休日倶楽部会員パス」がみどりの窓口や指定席券売機等、購入可能な手段が複数あるのに対し、「特別設定 Web限定 大人の休日パス」は「えきねっと」のみでの発売である。

### 大人の休日倶楽部会員限定 北陸フリーきっぷ
「大人の休日倶楽部」会員のみに提供されている往復＋フリータイプのきっぷ。東京都区内駅または東北本線大宮駅以南を発駅として富山県または石川県までの北陸新幹線往復と、富山県・石川県・福井県のJR線等（「北陸フリーエリア」）の新幹線・特急列車・急行列車・普通列車（快速含む）の普通車自由席に乗り降り自由である。「東京（都区内）発」と、「川口・戸田公園～大宮発」とがある。以下は2022年度の例。
価格：
- 東京（都区内）発：22,410円
- 川口・戸田公園～大宮発：21,390円

利用期間：2022年4月1日から2023年4月3日
- ただし、2022年4月27日から5月6日、8月10日から8月19日、12月28日から2023年1月6日は利用できない。

有効期間：4日間
北陸新幹線往復区間：
- 東京（都区内）発：東京駅または上野駅 - 黒部宇奈月温泉駅、富山駅、新高岡駅、金沢駅のいずれか
- 川口・戸田公園～大宮発：大宮駅 - 黒部宇奈月温泉駅、富山駅、新高岡駅、金沢駅のいずれか

北陸フリーエリア：
- JR西日本：
  - 北陸新幹線（黒部宇奈月温泉駅 - 金沢駅）
  - 北陸本線（敦賀駅 - 金沢駅）
  - 小浜線（敦賀駅 - 小浜駅）
  - 越美北線全線
  - 七尾線全線
  - 氷見線全線
  - 城端線全線
  - 高山本線（猪谷駅 - 富山駅）

- その他鉄道線：
  - あいの風とやま鉄道線（倶利伽羅駅 - 黒部駅）
  - IRいしかわ鉄道線全線

特典：
- 北陸フリーエリア内の駅レンタカーのSクラス・Aクラスを特別料金で利用可能。
- 指定されたエキナカ・駅ビルでの商品・サービスの代金が10％引きになる。
- 富山県・石川県・福井県の指定された各施設で特典（割引・サービス・プレゼント等）を受けられる。

## CMキャラクター
- 吉永小百合（2005年度 - 2024年度[21]）
- 竹野内豊（2025年度 - [22]）

## トラブル事故事例
2009年（平成21年）12月8日から12月21日までに「大人の休日倶楽部」ウェブサイトへアクセスしたパソコンが、コンピュータウイルスに感染した可能性があると発表された。このためJRではウイルスの感染確認および駆除のための外部サービスの案内をウェブページ上に掲載し、当該期間のサイト利用者にウイルスの感染確認や駆除をするよう呼びかけ対応した。